# Algarve Cup 2022
L'Algarve Cup 2022 è stata la ventottesima edizione dell'Algarve Cup, torneo a invito riservato a nazionali di calcio femminile, che si svolge in Portogallo dal 16 al 23 febbraio 2022.
Il torneo è tornato a disputarsi dopo l'interruzione nel 2021 a causa delle restrizioni legate alla pandemia di COVID-19 e con la finale nel 2020 tra Germania e Italia cancellata per l'aggravarsi della pandemia. Vi partecipano 5 squadre: la Danimarca e il Portogallo che hanno partecipato a tutte le 27 precedenti edizioni, la Norvegia e la Svezia presenti a 26 edizioni, e l'Italia alla sua sesta partecipazione.
Il torneo è stato vinto per la quinta volta dalla Svezia, che nella finale ha superato l'Italia dopo i tiri di rigore.

## Formato
Il formato della manifestazione è cambiato nuovamente rispetto all'edizione precedente. Le cinque squadre partecipanti disputano due partite a testa e la classifica che ne consegue determina l'accesso alla fase finale. Le prime due classificate si affrontano nella finale, mentre le altre tre squadre si affrontano in un triangolare per definire i posizionamenti dal terzo al quinto posto.

## Nazionali partecipanti
Al torneo era, inizialmente, prevista la partecipazione di sei squadre nazionali, ma l'Australia ha poi rinunciato alla partecipazione.
| Squadra    | Ranking FIFA (10 dicembre 2021) |
| ---------- | ------------------------------- |
| Svezia     | 2                               |
| Norvegia   | 12                              |
| Danimarca  | 14                              |
| Italia     | 15                              |
| Portogallo | 29                              |

## Prima fase

### Classifica
| Pos. | Squadra    | Pt | G | V | N | P | GF | GS | DR |
| ---- | ---------- | -- | - | - | - | - | -- | -- | -- |
| 1.   | Svezia     | 6  | 2 | 2 | 0 | 0 | 7  | 0  | +7 |
| 2.   | Italia     | 6  | 2 | 2 | 0 | 0 | 3  | 1  | +2 |
| 3.   | Portogallo | 3  | 2 | 1 | 0 | 1 | 2  | 4  | -2 |
| 4.   | Norvegia   | 0  | 2 | 0 | 0 | 2 | 1  | 4  | -3 |
| 5.   | Danimarca  | 0  | 2 | 0 | 0 | 2 | 0  | 4  | -4 |

### Risultati
| Arbitro: | Susana Corella |

|  |           |              |
|  | Marcatori | 50’ Bonansea |

| Arbitro: | Maria Rivet |

|  |           |                           |
|  | Marcatori | 22’ T. Pinto 90+3’ Mendes |

| Faro 18 febbraio 2022, ore 17:00 UTC+0 | Svezia | 3 – 0 A tavolino referto | Danimarca | Stadio Algarve |

| Arbitro: | Maria Rivet |

|                         |           |                |
| Giacinti 10’ Caruso 28’ | Marcatori | 45+3’ Ildhusøy |

| Arbitro: | Yu Jeong Kim |

|  |           |                                                    |
|  | Marcatori | 56’ Glas 60’ Ilestedt 74’ Asllani 77’ Blackstenius |

## Finale 3º posto
Originariamente le squadre classificatesi al terzo, quarto e quinto posto avrebbero dovuto partecipare ad un triangolare con partite della durata di 45 minuti ciascuna per definire i piazzamenti dal terzo al quinto posto, ma dopo il ritiro della Danimarca il triangolare è stato sostituito da una partita tra la terza e quarta classificata per il terzo posto.
| Arbitro: | Susana Corella |

|  |           |                          |
|  | Marcatori | 20’ Terland 77’ Ildhusøy |

## Finale
| Arbitro: | Yu Jeong Kim |

|                                                       |                      |                                                 |
| Seger 71’ (rig.)                                      | Marcatori            | 18’ Giacinti                                    |
| Seger Asllani Blackstenius Berglund Angeldahl Lindahl | Tiri di rigore 6 – 5 | Giugliano Gama Girelli Cernoia Caruso Serturini |

## Statistiche

### Classifica marcatrici
2 reti
- Valentina Giacinti
- Celin Bizet Ildhusøy

1 rete
- Barbara Bonansea
- Arianna Caruso
- Elisabeth Terland
- Carolina Mendes
- Tatiana Pinto
- Kosovare Asllani
- Stina Blackstenius
- Hanna Glas
- Amanda Ilestedt
- Caroline Seger (1 rig.)